# Philippe Marechal
 (août 2021).
Si vous disposez d'ouvrages ou d'articles de référence ou si vous connaissez des sites web de qualité traitant du thème abordé ici, merci de compléter l'article en donnant les références utiles à sa vérifiabilité et en les liant à la section « Notes et références ».
Philippe Marechal (né à Bruges le 13 mai 1947), est un historien et conservateur de musée belge. Il a fait ses études d’histoire à l’université de Gand et était chef du département d’Histoire et d’économie agricole et forestière ensuite chef de département d’Histoire et chef de section d’Histoire de la présence belge Outre-mer, puis directeur général ad interim, du Musée royal de l’Afrique centrale (Africamuseum) à Tervuren.

## Études
Le doctorat de Philippe Marechal a pour titre De "Arabische" campagne in het Maniema-gebied (1892-1894): situering binnen het kolonisatieproces in de onafhankelijke Congostaat. Il s’est spécialisé dans l’étude de l’héritage colonial en Belgique.

## Famille
Philippe Marechal est le fils de Joseph Marechal (1911-1993), archiviste de l’État, et de Jeannine de Dekker (1923-1999).